# Haplophyllum
Haplophyllum je rod rostlin z čeledi routovité. Jsou to byliny až polokeře s jednoduchými listy a nevelkými, smetanovými až žlutými pětičetnými květy. Rod zahrnuje téměř 70 druhů. Vyskytuje se ve Středomoří, severovýchodní Africe, Arábii a Asii od Turecka po Čínu. Jsou to suchomilné rostliny rostoucí zejména na horských svazích. Některé druhy jsou využívány v tradiční medicíně.

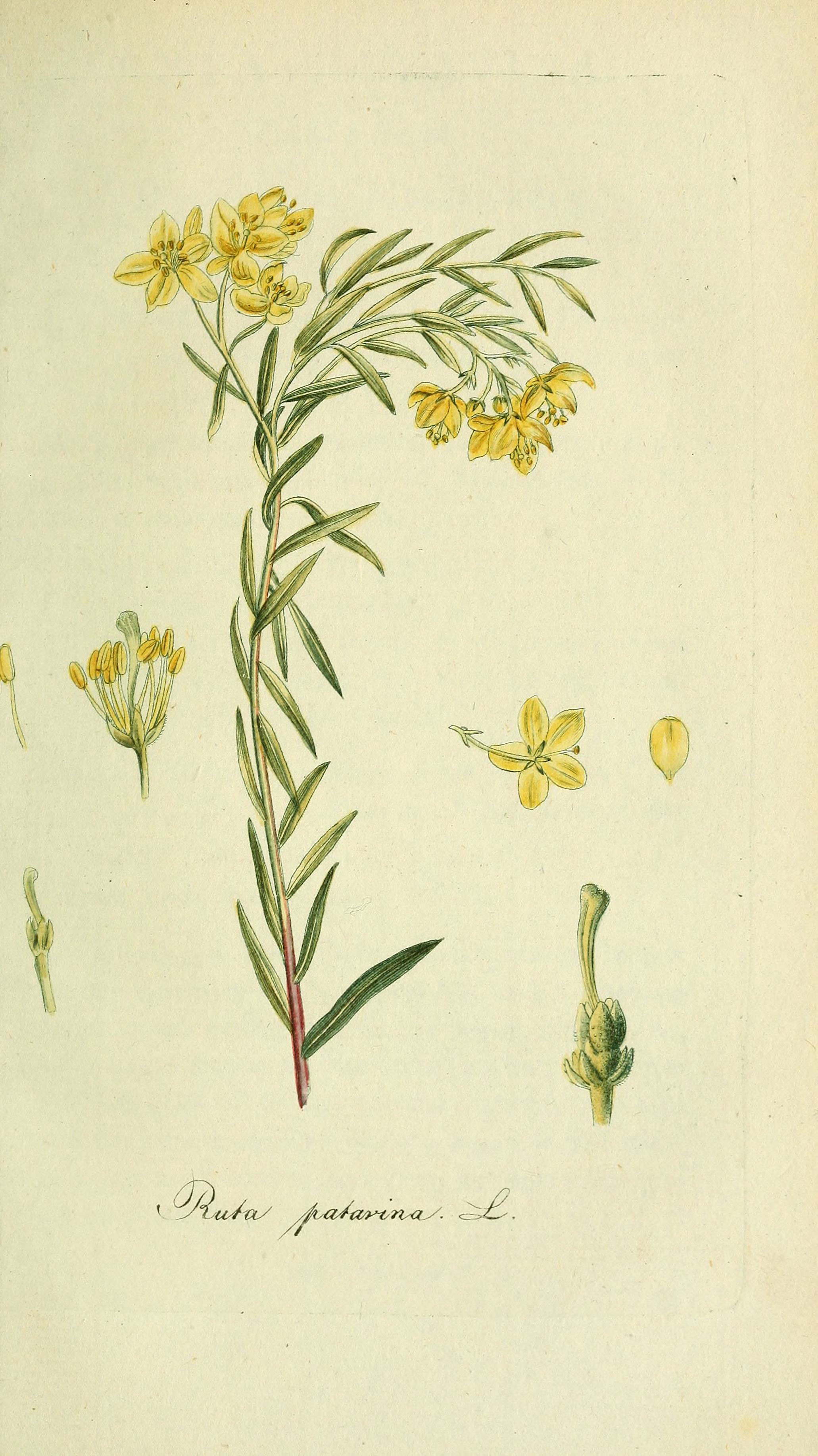
Kresba H. patavinum z roku 1801

## Popis
Zástupci rodu Haplophyllum jsou vytrvalé byliny, řidčeji nízké polokeře. Listy jsou střídavé, jednoduché, někdy členěné. Květy jsou smetanově bílé až jasně žluté (výjimečně červené), pravidelné, oboupohlavné, pětičetné, uspořádané ve vrcholových vrcholičnatých květenstvích, někdy redukovaných na jediný květ. Kalich je složen z 5 volných nebo až do poloviny srostlých lístků. Koruna je složena z 5 volných, celistvých, nehetnatých lístků. Tyčinek je 10 a jsou volné nebo na bázi srostlé, více či méně chlupaté. Semeník je složený ze 3 až 5 plodolistů, které jsou srostlé jen asi do poloviny. Čnělka je jedna, zakončená hlavatou bliznou. Každý plodolist obsahuje několik vajíček. Plodem je pouzdrosečná tobolka, u některých zástupců je plod nepukavý. Semena jsou ledvinovitá.

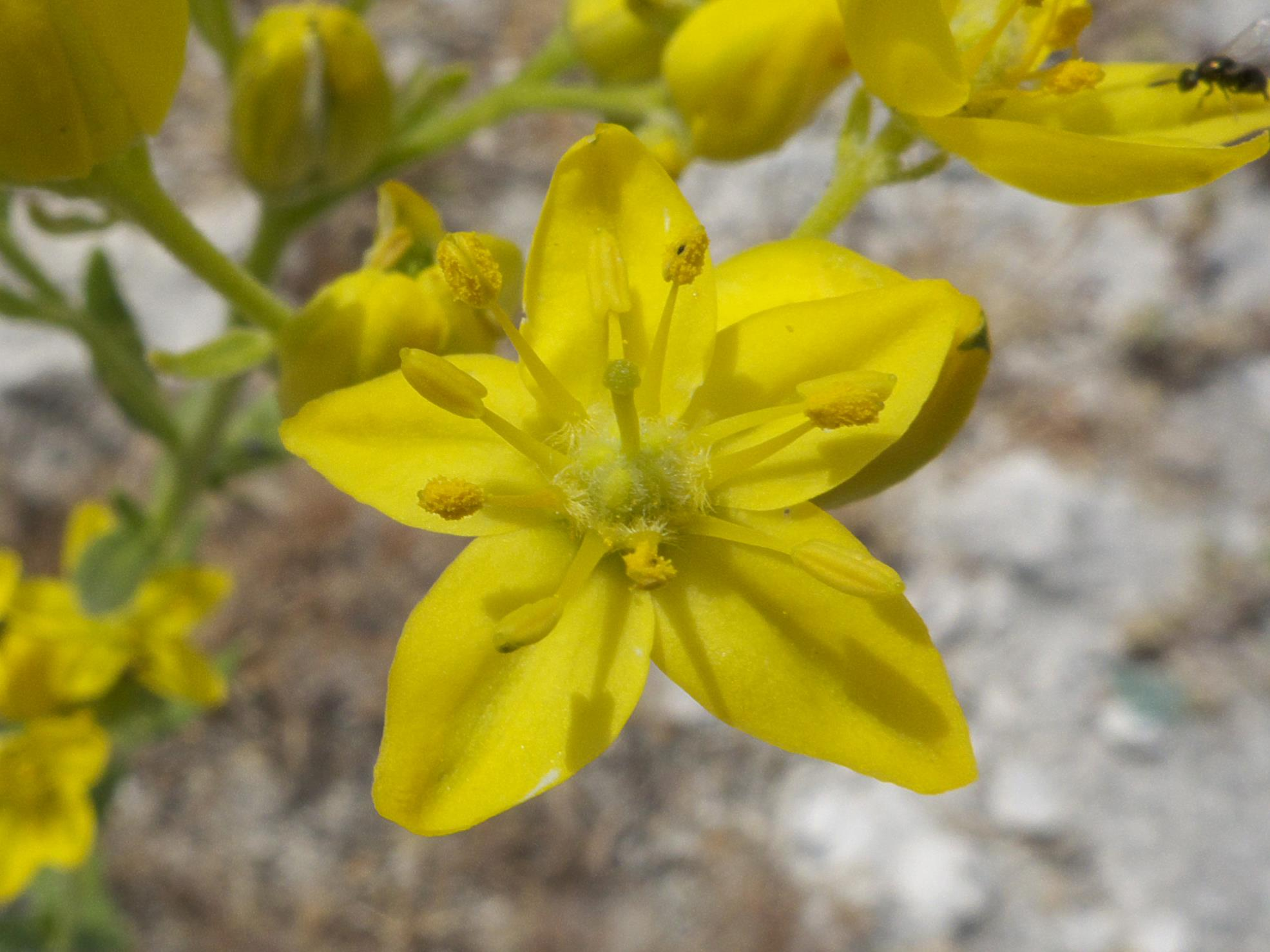
Detail květu H. linifolium
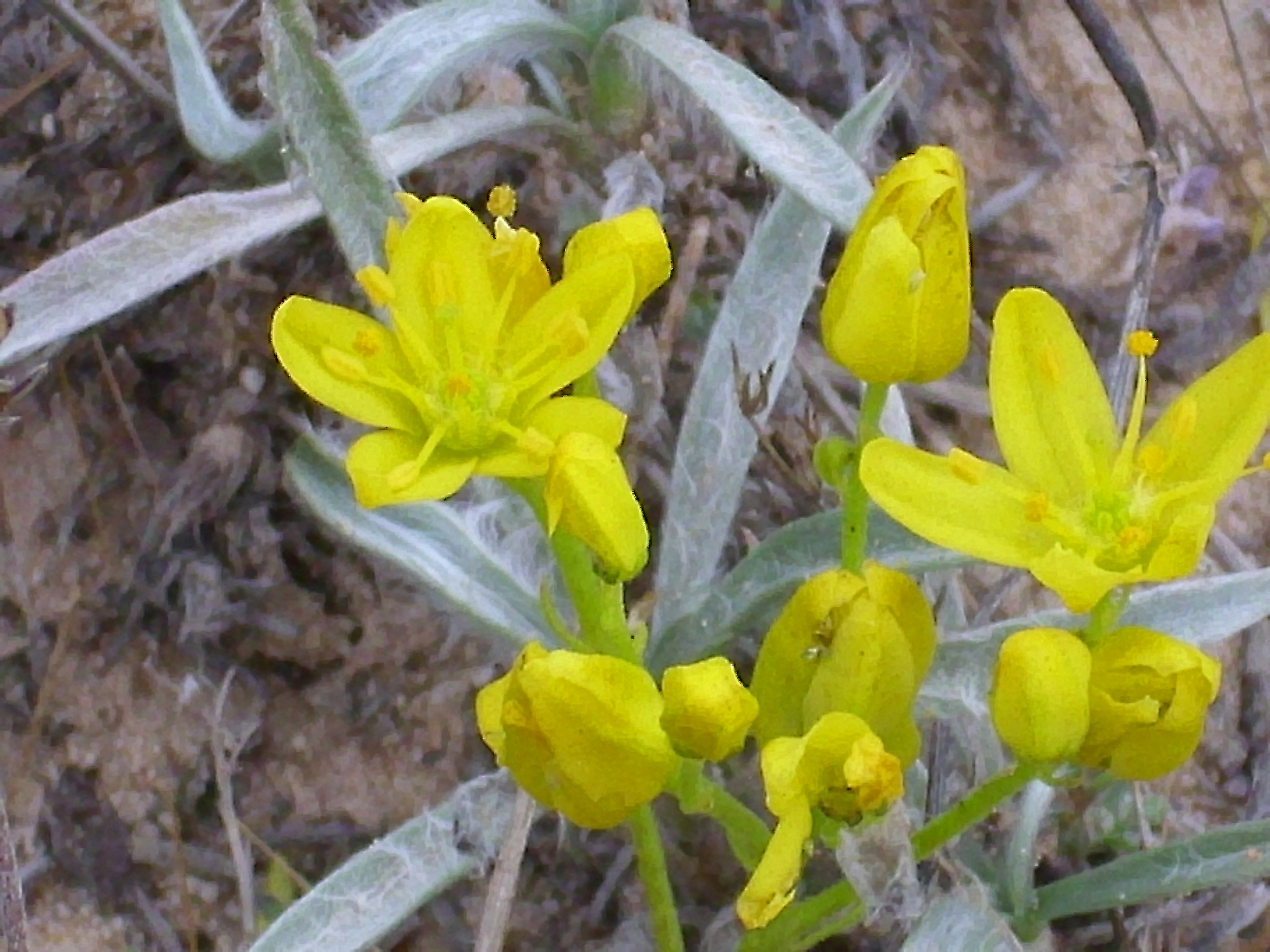
H. linifolium subsp. rosmarinifolium
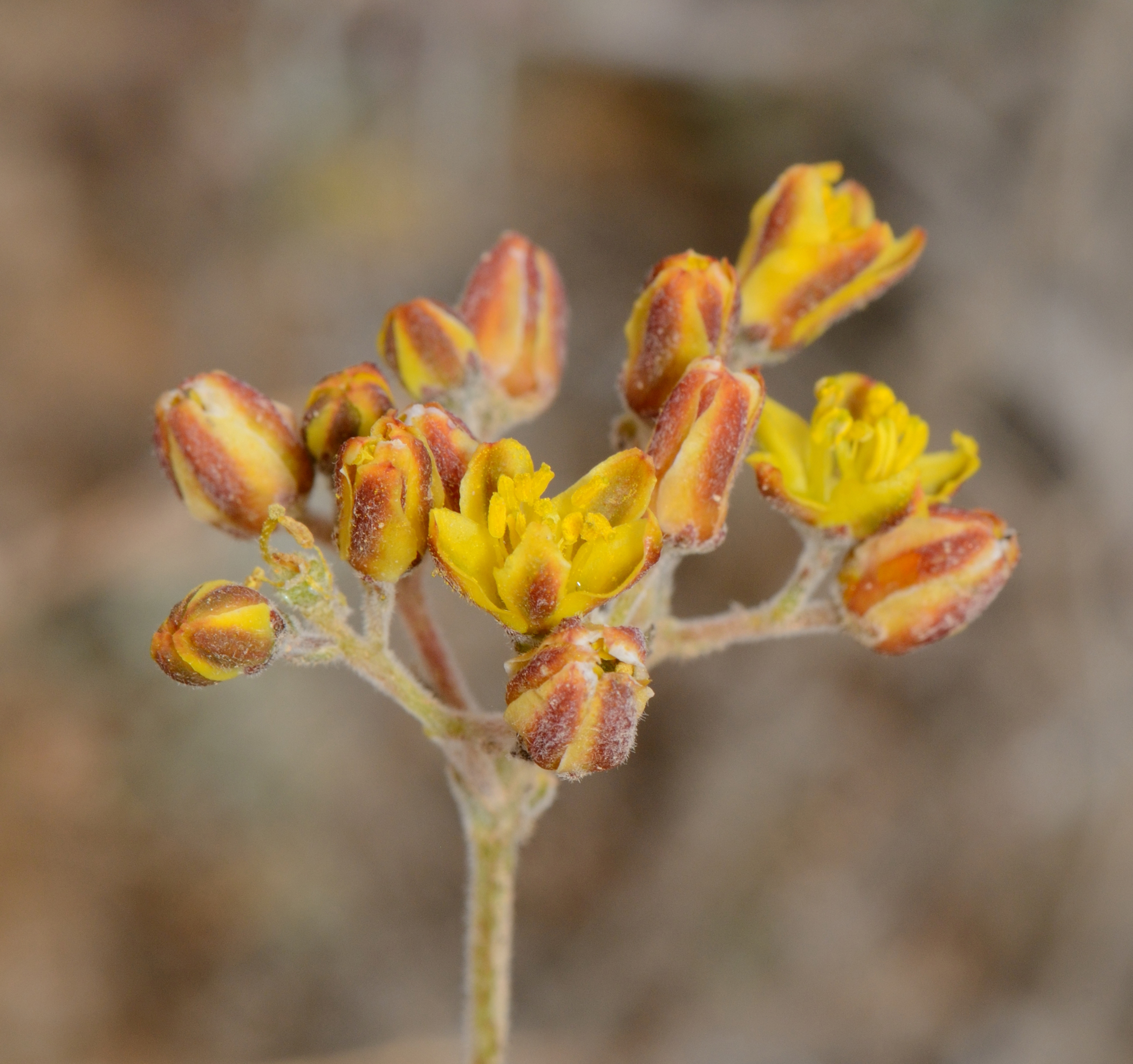
Květenství H. poorei

## Rozšíření
Rod zahrnuje asi 68 druhů. Je rozšířen v jižní Evropě, severní Africe a Asii. Na východ dosahuje areál až po Sibiř, Mongolsko a provincii Chej-lung-ťiang v severovýchodní Číně.
Největší počet druhů (asi 60 %) se vyskytuje v oblasti Turecka, Střední Asie a Íránu. V samotném Íránu roste 30 druhů, z nichž 14 jsou endemity. Mnohé druhy rodu jsou vázané svým výskytem na relativně nevelká území, často jen na jediné pohoří. Nejrozsáhlejší areál, sahající od Maroka po Pákistán, má druh H. tuberculatum. Druh H. buxbaumii se vyskytuje od Maroka po Írán.
V severní Africe rostou 4 druhy, v severovýchodní tropické Africe (Súdán, Somálsko) 3, v Arábii 4 druhy.
V Evropě roste celkem 8 druhů, z nichž převážná většina roste ve východním Středomoří. Jedinou výjimkou je druh H. linifolium, endemit Španělska.
Zástupci rodu rostou nejčastěji na písčitých, kamenitých nebo skalnatých podkladech na horských svazích v suchých oblastech.

## Význam
Arabští beduíni používají H. tuberculatum při ošetřování štířího bodnutí. Listy se používají jako sedativum, při bolestech v hrudníku, trávicích potížích a při rekonvalescenci po porodu.